# Igino Bandi
Igino Bandi (Zeme, 5 ottobre 1847 – Tortona, 8 settembre 1914) è stato un vescovo cattolico italiano, per ventiquattro anni vescovo di Tortona.

## Biografia
Nato a Zeme da una famiglia di agiati contadini, venne ordinato prete il 24 settembre 1870. Fu per molti anni arciprete della Cattedrale di Sant'Ambrogio a Vigevano.
Ordinato vescovo il 14 settembre 1890, 10 mesi prima della pubblicazione dell'enciclica Rerum Novarum da parte di papa Leone XIII, ne fu nei suoi 24 anni di episcopato un entusiasta propugnatore spesso in contrasto con la parte più conservatrice del clero.
La sua aspirazione ad "un clero fuori dalla sacrestia per salvare la famiglia e la società" lo portò ad appoggiare la nascente Opera dei congressi, nonché la creazione di oratori, scuole, società di mutuo soccorso e della Cassa di Risparmio di Tortona. Fondò nel 1896 il settimanale diocesano Il Popolo.
Fu il vescovo che stimolò, ordinò e sostenne Luigi Orione e il 21 marzo 1903 elevò la Piccola opera della Divina Provvidenza ad istituto di diritto diocesano. Durante il suo episcopato venne eretta la statua del Redentore sul Monte Giarolo e croci metalliche su tutte le principali montagne della diocesi.
Morì a Tortona l'8 settembre 1914.

## Genealogia episcopale e successione apostolica
La genealogia episcopale è:
- Cardinale Scipione Rebiba
- Cardinale Giulio Antonio Santori
- Cardinale Girolamo Bernerio, O.P.
- Arcivescovo Galeazzo Sanvitale
- Cardinale Ludovico Ludovisi
- Cardinale Luigi Caetani
- Cardinale Ulderico Carpegna
- Cardinale Paluzzo Paluzzi Altieri degli Albertoni
- Papa Benedetto XIII
- Papa Benedetto XIV
- Papa Clemente XIII
- Cardinale Marcantonio Colonna
- Cardinale Giacinto Sigismondo Gerdil, B.
- Cardinale Giulio Maria della Somaglia
- Cardinale Carlo Odescalchi, S.I.
- Cardinale Costantino Patrizi Naro
- Cardinale Giuseppe Berardi
- Vescovo Pietro Giuseppe de Gaudenzi
- Vescovo Igino Bandi

La successione apostolica è:
- Vescovo Ambrogio Daffra (1892)